# Clostridium uliginosum
Il Clostridium uliginosum è una specie di batterio appartenente alla famiglia delle Clostridiaceae.